# Папп, Роберт Дж.
Роберт Дж. Папп-младший (англ. Robert J. Papp Jr.; род. 25 марта 1952) — адмирал Береговой охраны США в отставке, 24-й комендант Береговой охраны. Возглавлял самый большой компонент из подчинённых министерству внутренней безопасности, командуя 42-тыс. персоналом на действительной службе, 8.200 резервистов, 8 тыс. гражданских и 31 тыс. вспомогательного персонала.

## Биография
Окончил в 1975 году академию Береговой охраны США. Также получил степень магистра искусств по национальной безопасности и стратегическим исследованиям Военно-морского колледжа США и магистра по науке в управлении университета Сальва-Регина.
Будучи флаг-офицером возглавлял атлантический сектор Береговой охраны, где отвечал за операции в Восточном полушарии и обеспечивал поддержку министерству обороны, служил главой штаба Береговой охраны , командиром штаб-квартиры, возглавлял девятый округ, отвечавший за Великие озёра и северную границу, был директором [управления] резерва и подготовки, где отвечал за 13 тыс. резервистов и все учебные центры Береговой охраны.
Папп служил на шести катерах Береговой охраны и командовал катерами USCGC Red Beech, USCGC Papaw, USCGC Forward, и USCGC Eagle и учебным парусником (барком) Береговой охраны. Папп возглавлял подразделение в ходе операции «Able Manner» у побережья Гаити в 1994 году, по выполнению санкций ООН. Кроме того его подразделение усиливало силы ВМС США в ходе вторжения США на Гаити.
На берегу Папп служил комендантом штаба кадетов в академии Береговой охраны США; [руководил] сборами помощников навигационному персоналу в третьем округе Береговой охраны; главой отдела потенциала в отделе оборонных операций; главой команды развития флота; директором центра развития командования; главой управления Береговой охраны по связям с Конгрессом; заместителем главы штаба Береговой охраны.
С июля 2008 года по май 2010 года Папп служил главой атлантической зоны Береговой охраны в г. Портсмут, штат Виргиния и командующим оборонных сил Востока. Папп осуществлял оперативное руководство всеми миссиями Береговой охраны в восточном полушарии, от Скалистых гор до Персидского залива, охватив зону ответственности в 42 штатах с более чем 14 миллионами квадратных миль и обслуживая более 51 000 военных и гражданских служащих и вспомогательного персонала. На этом посту он также возглавлял оборонные силы и обеспечивал миссии Береговой охраны, поддерживающие действия министерства обороны и глав боевых командований.
Папп был повышен в звании до адмирала и сменил на посту адмирала Тада Аллена на посту коменданта на церемонии передачи командования 25 мая 2010 года . Впервые в истории США Папп назначил суперинтендантом академии Береговой охраны Сандру Штосс. До этого женщины никогда не возглавляли военных академий. 30 мая 2014 года Папп оставил пост коменданта, его сменил адмирал Пол Ф. Цукунфт.
16 июля 2014 года госсекретарь США Джон Керри объявил о назначении отставного адмирала Роберта Паппа специальным представителем США по Арктике. В январе 2017 года Папп оставил этот пост став лоббистом судостроительной компании.
Папп происходит из г. Норвич, штат Коннектикут. Он женат на Линде Капрал из Ист-Лим, штат Коннектикут. У них есть трое детей, три внучки и два внука.

## Награды и знаки отличия
30 июля 2005 года Папп был введён в зал Почёта офицеров резерва ассоциации минитменов в знак признания его службы нации в поддержку резервистов Береговой охраны. В 1998 году Национальное морское историческое общество наградило его медалью «За выдающуюся службу обществу» за службу Паппа командиром катера Береговой охраны «Eagle». В 2005 году Паппу была вручена награда «Native Sons Award» от его родного города Норвич, штат Коннектикут.
Папп удостоился почётной степени 13-го золотого старого моряка, которую может занимать офицер раньше всех квалифицировавшийся на командира катера и накопивший суммарно десять лет стажа в море. 6 мая 2010 года на церемонии в Военно-морской верфи Вашингтона Папп получил награду Военно-морского колледжа «Выпускник, проявивший выдающееся лидерство». В интервью для первой полосы журнала Military Officer выпуска от февраля 2012 года Папп обрисовал свои планы по сокращению бюджета Береговой охраны. В 2013 году адмирал Папп получил награду Дуайта Эйзенхауэра.
|                                       |  |  |
|                                       |  |  |
| Золотая звезда повторного награждения |  |  |
|                                       |  |  |
|                                       |  |  |
|                                       |  |  |
|                                       |  |  |
|                                       |  |  |
| Бронзовая звезда за службу            |  |  |
|                                       |  |  |
|                                       |  |  |

| Значок  | Cutterman Insignia                                                                                                  | Cutterman Insignia                                                     | Cutterman Insignia                                                                           |
| 1-й ряд | Homeland Security Distinguished Service Medal                                                                       | Медаль «За выдающуюся службу»                                          |                                                                                              |
| 2-й ряд | Coast Guard Distinguished Service Medal с золотой звездой повторного награждения                                    | Орден «Легион почёта» с тремя золотыми звёздами повторного награждения | Медаль «За похвальную службу» с тремя золотыми звёздами повторного награждения и литерой "О" |
| 3-й ряд | Coast Guard Commendation Medal с тремя золотыми звёздами повторного награждения и литерой "О"                       | Coast Guard Achievement Medal with "O" device                          | Commandant's Letter of Commendation Ribbon                                                   |
| 4-й ряд | Coast Guard Presidential Unit Citation with "hurricane symbol"                                                      | Secretary of Transportation Outstanding Unit Award                     | Coast Guard Unit Commendation с одной золотой звездой повторного награждения и литерой "О"   |
| 5-й ряд | Похвальная благодарность армейской воинской части с четырьмя золотыми звёздами повторного награждения и литерой "О" | Похвальная благодарность армейской воинской части                      | Meritorious Team Commendation с двумя звёздами повторного награждения                        |
| 6-й ряд | Coast Guard "E" Ribbon                                                                                              | Coast Guard Bicentennial Unit Commendation                             | Медаль «За службу национальной обороне» с двумя бронзовыми звёздами за службу                |
| 7-й ряд | Медаль экспедиционных вооружённых сил                                                                               | Медаль «За участие в глобальной войне с терроризмом»                   | Медаль «За службу в вооружённых силах»                                                       |
| 8-й ряд | Медаль «За гуманитарную помощь» с одной звездой за службу                                                           | Transportation 9-11 Ribbon                                             | Special Operations Service Ribbon с тремя служебными звёздами                                |
| 9-й ряд | Sea Service Ribbon с четырьмя служебными звёздами                                                                   | Order of Naval Merit Admiral Padilla                                   | Pistol Marksmanship Ribbon с серебряной пряжкой меткого стрелка                              |
| Значок  | Office of the Secretary of Defense Identification Badge                                                             | Office of the Secretary of Defense Identification Badge                | Office of the Secretary of Defense Identification Badge                                      |